# Jarmila Černocká
Jarmila Černocká (24. listopadu 1941 Boskovice – 2. května 2014 Brno), rozená Doležalová, byla česká rozhlasová hlasatelka, která působila jako hlasatelka Českého rozhlasu Brno. Studovala na brněnské konzervatoři obor hra na hoboj. Roku 2004 převzala po Janu Křapovi, svém někdejším nadřízeném v rozhlase, namlouvání hlášení ve vozidlech Dopravního podniku města Brna, jež zajišťovala až do své smrti. Její hlas zněl v brněnské MHD do léta 2015, než byla její hlášení nahrazena jejím nástupcem Tomášem Peterkou, rozhlasovým moderátorem z Náchoda.

## Rodina
Její syn Jaroslav (* 1973) je brněnský pedagog a sbormistr, známý svým působením v souboru Mladí madrigalisté (sbor gymnázia Vídeňská) a mužském sboru Láska opravdivá, který spoluzaložil a pro jehož repertoár upravil řadu duchovních skladeb, zejména pravoslavných.